# Малыгин, Григорий Алексеевич (Герой Советского Союза)
Григо́рий Алексе́евич Малы́гин (8 октября 1922 года — 28 января 1998) — советский военнослужащий, старший сержант Рабоче-крестьянской Красной Армии, участник Великой Отечественной войны, Герой Советского Союза (19 апреля 1945 года).

## Биография
Родился в деревне Суслово (ныне — урочище на территории Становлянского района Липецкой области) в семье крестьянина. Русский. Окончил 7 классов. Работал в колхозе.
В Красную Армию призван в сентябре 1941 года и направлен на фронт. Командир отделения 175-го отдельного сапёрного батальона (126-я стрелковая дивизия, 43-я армия, 3-й Белорусский фронт) кандидат в члены ВКП(б) старший сержант Малыгин в бою на подступах к городу Кёнигсберг (ныне — Калининград) 7 апреля 1945 года взорвал капонир форта № 5, открыв путь наступающим частям.
Звание Героя Советского Союза присвоено 19 апреля 1945 года.
Член ВКП(б)/КПСС с 1946 года.
После войны демобилизован. Жил и работал в городе Елец Липецкой области.

## Награды
- Герой Советского Союза (19 апреля 1945 года);
- орден Ленина (19 апреля 1945 года);
- орден Отечественной войны I степени;
- орден Красной Звезды;
- орден Славы III степени;
- медали.